# レパーズタウン1000ギニートライアルステークス
レパーズタウン1000ギニートライアルステークス（Leopardstown 1,000 Guineas Trial Stakes）はアイルランドのレパーズタウン競馬場で行われる競馬の競走である。

## 歴史
この競走は元々フェニックスパーク競馬場で1000ギニートライアルという名称で施行されていた。当初はG3の格付けを保持していたが、1987年にリステッド競走に降格した。
1991年にレパーズタウン競馬場での施行に変更された。2005年には再びG3に格付けられた。
この競走はヨーロッパの様々な牝馬クラシック競走の前哨戦として機能している。最近の馬では2017年のウィンターがこの競走で2着から、1000ギニーステークスとアイリッシュ1000ギニーで優勝している。

## 歴代優勝馬
- 2000	Amethyst
- 2001	Rebelline
- 2002	Lahinch
- 2003	Dimitrova
- 2004	Royal Tigress
- 2005	Virginia Waters
- 2006	Kamarinskaya
- 2007	Arch Swing
- 2008	Caribbean Sunset
- 2009	Maoineach
- 2010	Lady Springbank
- 2011	Empowering
- 2012	Homecoming Queen
- 2013	Rawaaq
- 2014	Bracelet
- 2015	Stormfly
- 2016	Jet Setting
- 2017	Hydrangea
- 2018	Who's Steph
- 2019	Lady Kaya
- 2020	Love Locket
- 2021	Keeper of Time
- 2022	Homeless Songs
- 2023	Never Ending Story
- 2024   A Lilac Rolla
- 2025   Swelter